# Свято-Троицкая церковь (Белая Церковь)
Свято-Троицкая церковь (Белая Церковь) — недействующий православный храм конца XVI века в деревне Белая Церковь Чашницкого района Витебской области Белоруссии. Уникальный памятник архитектуры раннего барокко.

## История
Церковь стоит на восточной окраине деревни, на берегу озера Белое (Черейское). В начале XVI века на этом месте Богдан Сапега основал базилианский монастырь, где в 1599 году вместо деревянной была построена каменная Троицкая церковь. По другим данным монастырь был основан в конце XVI века канцлером Львом Сапегой одновременно с постройкой каменной церкви, от белых стен которой монастырь получил название Белоцерковского. В склепе церкви похоронены родители Льва Сапеги. В церкви имелась копия известного образа «Матери Божьей Знамение», перевезённая в 1640 году из Ружан сыном канцлера Казимиром Львом. В 1834 году монастырь упразднён, со временем храм подвергся разрушению. На начало 2014 года церковь находится в руинированном состоянии, планируется реставрация.

## Архитектура
Памятник архитектуры раннего барокко. Зальный однобашенный храм с большой полукруглой апсидой (не сохранилась). Трёхъярусная четвериковая звонница завершена плоским куполом с четырьмя люкарнами. Плоскостные фасады (толщина стен 1,7 м) разделены пилястрами, профилированными карнизами. В двухметровой толщине стен звонницы внутренняя лестница. Вход выполнен в виде перспективной арки. В боковых фасадах и ярусах звонницы имеются узкие и высокие арочные оконные проёмы. Молитвенный зал перекрыт цилиндрическим сводом с распалубками. Многие архитектурные детали (толщина стен, узкие окна-бойницы, мощная башня звонницы) указывают на оборонительный характер церкви.

### Значение
«…Троицкий храм имеет большее значение для истории культуры: это уникальный не только для Беларуси, но и для Руси и Италии фрагмент здания раннего барокко (фрагмент — потому что сегодня от храма остались лишь стены). В первозданном виде они уцелели единственные в мире — с тех времен, когда в Италии элементы этого стиля только начали появляться. Культурологическая ценность Троицкого храма признана правительством: его реставрация включена в государственную программу…»
— Р. Романов